# Zoccolo (calzatura)
Gli zoccoli sono calzature fatte di legno. Le essenze tradizionalmente utilizzate sono vari tipi di legni dolci come pioppo, salice, acero, olmo. Possono essere completamente in legno o avere la suola in legno e la tomaia di cuoio o tessuto.

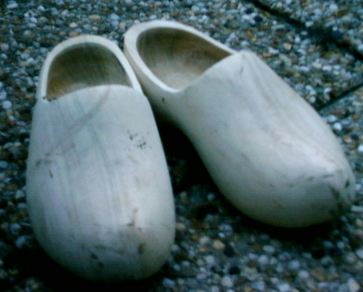
Zoccoli olandesi

## Etimologia
Dal latino soccus, tipo di calzatura aperta usata dagli antichi romani.

## Storia
Calzatura semplice e di facile realizzazione, sono diffusi in tutto il mondo, usati dalla preistoria ad oggi e da ogni ceto sociale. Gli zoccoli sono tradizionalmente fabbricati con un unico pezzo di legno di pioppo, resistente ed elastico, ottimo per essere intagliato. Per secoli hanno costituito l'unico tipo di calzatura per contadini, montanari e per tutte le fasce di popolazione per cui le scarpe di cuoio erano troppo costose.
Fanno parte di alcuni costumi tradizionali, come ad esempio nei Paesi Bassi e in Giappone.

## Tipi

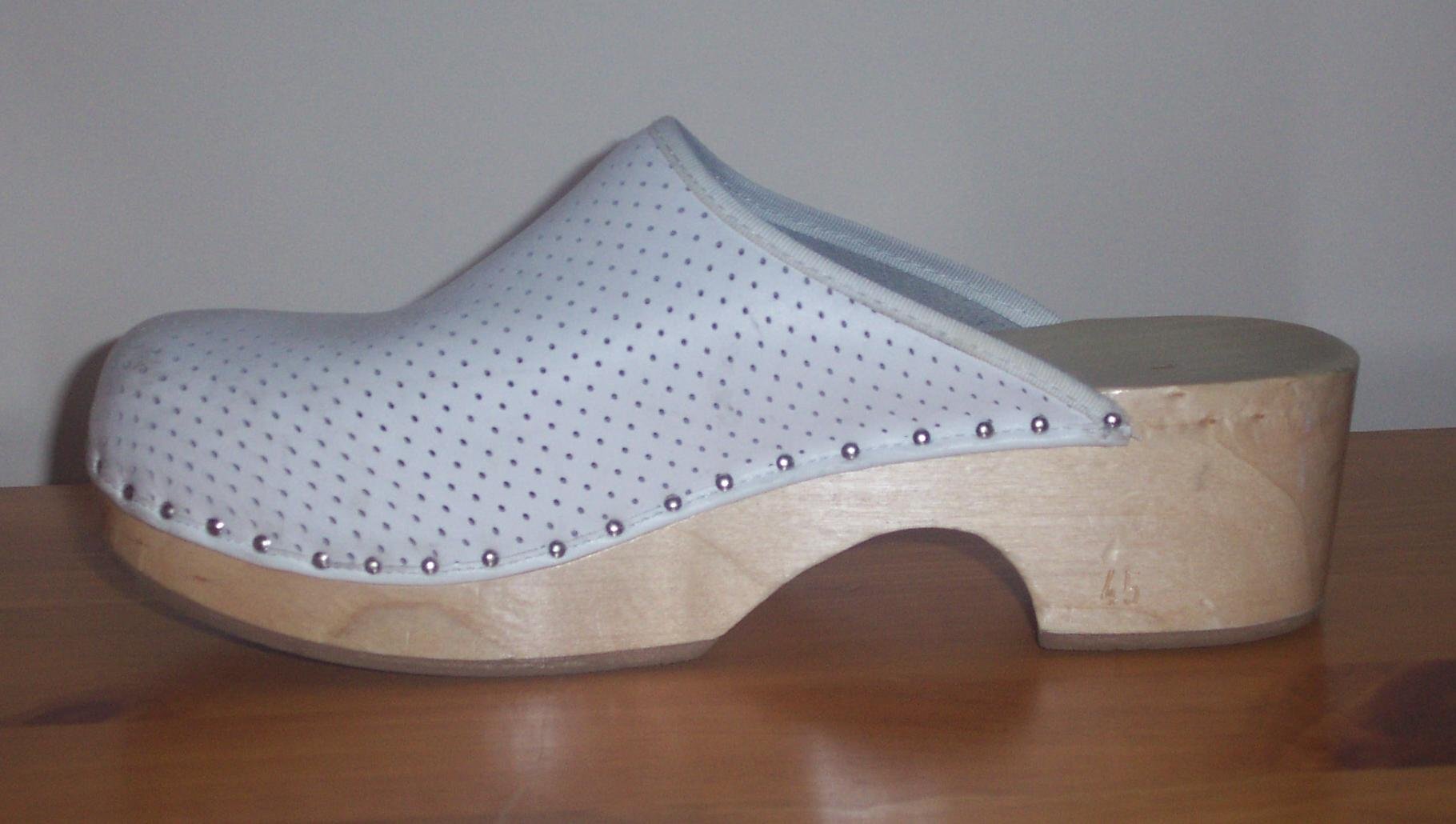
Zoccolo svedese

- Sgiavare/Sgalmare/Zopei veneti
- Zoccoli olandesi
- Sabots
- Svedesi
- Clogs
- Geta
- Okobo